# Kap Barrow (Flat Island)
Das Kap Barrow ist das hohe Nordkap von Flat Island vor der Pennell-Küste des ostantarktischen Viktorialands gemeinsam mit dem östlich gelegenen Kap Adare markiert es die Einfahrt zur Robertson Bay.
Entdeckt wurde es 1840 vom britischen Polarforscher James Clark Ross bei dessen Antarktisexpedition (1839–1843). Ross hielt das Kap für eine Formation der Festlandküste und benannte es nach John Barrow (1764–1848), Gründer der Royal Geographical Society. Teilnehmer der Terra-Nova-Expedition (1910–1913) widerlegten durch eigene Vermessungen Ross’ irrtümliche Annahme zur Lage des Kaps.